# Plagiostenopterina armata
Plagiostenopterina armata är en tvåvingeart som beskrevs av Malloch 1931. Plagiostenopterina armata ingår i släktet Plagiostenopterina och familjen bredmunsflugor. Inga underarter finns listade i Catalogue of Life.